# Thegioididong.com
Thegioididong.com là thương hiệu thuộc Công ty Cổ phần Thế giới di động, tên tiếng Anh là Mobile World JSC, (mã chứng khoán: MWG) là một tập đoàn bán lẻ tại Việt Nam với lĩnh vực kinh doanh chính là bán lẻ điện thoại di động, thiết bị số và điện tử tiêu dùng. Theo nghiên cứu của EMPEA, thống kê thị phần bán lẻ điện thoại di động tại Việt Nam năm 2014 thì Thế giới di động hiện chiếm 25% và là doanh nghiệp lớn nhất trong lĩnh vực của mình.
Năm 2018, Thế giới Di Động lọt top 100 nhà bán lẻ lớn nhất khu vực châu Á - Thái Bình Dương. Ngoài chuỗi cửa hàng điện thoại di động thegioididong.com, Công ty Cổ phần Thế giới di động còn sở hữu chuỗi cửa hàng điện máy Điện máy Xanh, Trần Anh và chuỗi siêu thị thực phẩm Bách hóa Xanh.

## Lịch sử
Khi thành lập vào tháng 3 năm 2004, Thế giới di động lựa chọn mô hình thương mại điện tử sơ khai với một website giới thiệu thông tin sản phẩm và 3 cửa hàng nhỏ trên đường Hoàng Văn Thụ, Thành phố Hồ Chí Minh để giao dịch. Tháng 10 năm 2004, công ty chuyển đổi mô hình kinh doanh, đầu tư vào một cửa hàng bán lẻ lớn trên đường Nguyễn Đình Chiểu và bắt đầu có lãi. Tới tháng 3 năm 2006, Thế giới di động có tổng cộng 4 cửa hàng tại Thành phố Hồ Chí Minh.
Năm 2007, công ty thành công trong việc kêu gọi vốn đầu tư của Mekong Capital và phát triển nhanh chóng về quy mô, đạt 40 cửa hàng vào năm 2009.
Cuối năm 2010, Thế giới di động mở rộng lĩnh vực kinh doanh sang ngành hàng điện tử tiêu dùng với thương hiệu Dienmay.com (nay đổi thành Dienmayxanh.com).
Tới cuối năm 2012, Thế giới di động có tổng cộng 220 cửa hàng tại Việt Nam.
Tháng 5/2013, Thế giới di động nhận đầu tư của Robert A. Willett- cựu CEO BestBuy International và công ty CDH Electric Bee Limited.
Năm 2017, Công ty cổ phần Thế giới di động tiến hành phi vụ sáp nhập và mua lại hệ thống bán lẻ điện máy Trần Anh. Tháng 10, 2018, phi vụ sáp nhập hoàn thành. Tổng cộng 34 siêu thị Trần Anh sẽ được gỡ bỏ tên và thay bằng biển hiệu Điện máy Xanh, website của Trần Anh cũng đã chuyển hướng hoạt động về dienmayxanh.com. Cùng thời điểm, Thế giới di động chính thức hoạt động tại Campuchia khi mở cửa hàng điện thoại đầu tiên tại thủ đô Phnom Penh với tên gọi BigPhone, sau đó được đổi tên thành Bluetronics để kinh doanh điện thoại lẫn điện máy, nhưng đóng đóng cửa vào năm 2023.
Tháng 3/2018. Thế giới Di Động mua lại 40% vốn của chuỗi dược phẩm Phúc An Khang. Sau đó đổi tên Thành Nhà Thuốc An Khang
Tháng 12/2018. Thế giới Di Động đóng cửa trang thương mại điện tử Vuivui 
Tháng 1/2023, Thế Giới Di Động chính thức hoạt động tại Indonesia với thương hiệu Era Blue thuộc liên doanh PT Era Blue Elektronic (thương hiệu Era Blue), do Thế Giới Di Động hợp tác với đơn vị địa phương PT Erafone Artha Retailindo (Erafone) - một công ty con của Tập đoàn Erajaya.

## Hoạt động kinh doanh

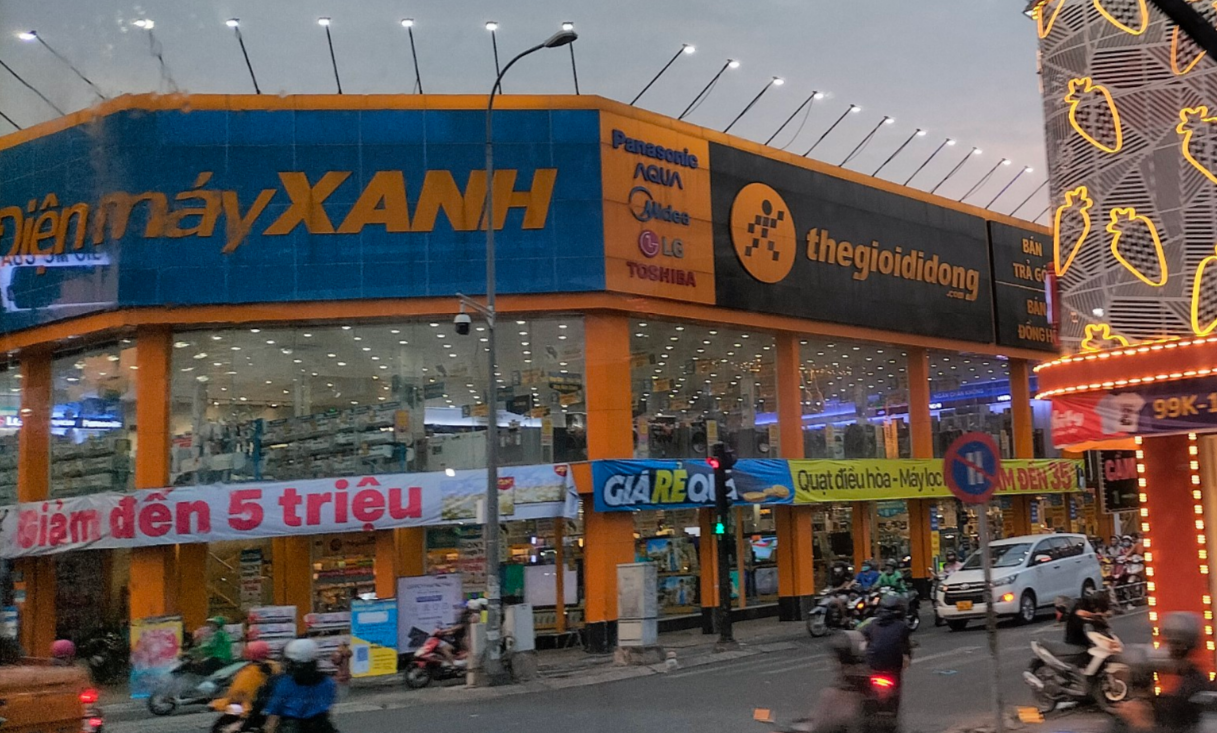
Một cửa hàng Thegioididong trên địa bàn quận Gò Vấp, Thành phố Hồ Chí Minh.

Tính đến thời điểm tháng 11 năm 2017, Công ty Thế giới di động đã mở thêm 668 siêu thị mới, với 117 siêu thị thegioididong.com, 351 siêu thị Điện Máy Xanh và 200 siêu thị Bách hóa Xanh. Kết quả này đưa tổng số siêu thị đang hoạt động của công ty lên 1.923 siêu thị, tăng hơn 50% so với thời điểm đầu năm. Cũng trong 11 tháng của năm 2017, doanh thu của hệ thống đạt gần 59.000 tỷ đồng.
Sang đến năm 2018, con số tổng cửa hàng đã lên đến 2.160 cửa hàng, có mặt trên tất cả 63 tỉnh thành.
Hợp tác với BKAV của Trung tâm An ninh mạng Bkis, Thegioididong.com tiến hành phân phối độc quyền điện thoại Bphone 2017 của BKAV (thương hiệu điện thoại của Việt Nam). 
Theo nghiên cứu của Trường quản trị kinh doanh Haas thuộc đại học UC Berkeley, khoản đầu tư vốn cổ phần vào doanh nghiệp tư nhân chưa niêm yết - Private Equity của Mekong Capital vào Thế giới di động đã đóng vai trò quan trọng trong những bước phát triển ấn tượng của công ty này và sẽ được đưa vào chương trình giảng dạy bậc cao học tại Haas - UC Berkeley đồng thời là tài liệu tham khảo cho sinh viên trường kinh doanh Harvard và trường kinh doanh Tuck..
Chiều ngày 22/3/2019, CTCP Thế giới di động quyết định để cử ông Trần Kinh Doanh làm CEO thay ông Nguyễn Đức Tài rút khỏi vị trí Tổng giám đốc, chỉ còn giữ vai trò Chủ tịch HĐQT). 
TGDĐ hiện nay có giá trị thị trường đạt khoảng 1,7 tỷ USD. Đồng sáng lập ông Nguyễn Đức Tài là người giàu thứ 4 sàn chứng khoán Việt Nam

## Cơ cấu tổ chức
Công ty đặt trụ sở chính tại Tòa nhà MWG - Lô T2-1.2, Đường D1, Khu Công nghệ Cao, P. Tân Phú, Quận 9 (nay là Thành phố Thủ Đức), Thành phố Hồ Chí Minh, Việt Nam với các công ty thành viên:
- 1. Công ty cổ phần Đầu Tư Thế Giới Di động (MWG)
- 2. Công ty Cổ phần Thế Giới Số Trần Anh (TAG)
- 3. Công ty cổ phần Thế Giới Di Động
- 4. Công ty cổ phần Thế Giới Điện Tử
- 5. Công ty TNHH MTV Tư Vấn Đầu Tư Thế Giới Bán lẻ
- 6. Công ty Cổ phần Thương Mại Bách Hoá Xanh
- 7. Công Ty Cổ Phần Dược Phẩm An Khang Pharma (Nhà Thuốc An Khang)
- 8. Công ty TNHH MTV Công Nghệ Thông Tin Thế Giới Di Động